# Moenkhausia megalops
Moenkhausia megalops är en fiskart som först beskrevs av Eigenmann, 1907.  Moenkhausia megalops ingår i släktet Moenkhausia och familjen Characidae. Inga underarter finns listade i Catalogue of Life.